# Hyphoderma orphanellum
Hyphoderma orphanellum ist eine Ständerpilzart aus der Familie der Fältlingsverwandten (Meruliaceae). Es besitzt teppichartige, membranöse Fruchtkörper von weißlicher Farbe aus und wächst auf Totholz von Laubbäumen. Die Art ist in weiten Teilen Europas verbreitet.

## Merkmale

### Makroskopische Merkmale
Hyphoderma orphanellum besitzt für die Gattung Hyphoderma typische, resupinate, membranös-wachsartige Fruchtkörper. Sie sind weißlich bis weißgrau. Ihr Hymenium ist glatt, lässt unter der Lupe aber Poren und hervortretende Zystiden erkennen. Ihr Rand ist faserig und konturlos.

### Mikroskopische Merkmale
Die Hyphenstruktur von Hyphoderma orphanellum ist monomitisch, weist also nur generative Hyphen auf. Die 2–3 µm breiten Hyphen sind hyalin und inkrustiert, die Septen weisen Schnallen auf. Die Zystiden sind zylindrisch und an der Basis verdickt. Sie enden in einer keulenförmigen Spitze, die oft mit hyalinen Tröpfchen besetzt ist, und treten mit 50–80 × 8–10 µm deutlich aus der Fruchtschicht hervor. Die Basidien der Art sind zunächst keulen- bis annähernd urnenförmig und mittig eingeschnürt, besitzen vier (selten nur zwei) Sterigmata und messen 20–30 × 6–8 µm. An der Basis besitzen sie Schnallen. Ihre Sporen sind eiförmig bis ellipsoid, hyalin und dünnwandig. Sie messen 8–10 × 5–6 µm und besitzen stets einen Fortsatz (Apiculus).

## Verbreitung
Die bekannte Verbreitung der Art umfasst weite Teile Nord-, Süd-, West- und Osteuropas bis zum Kaukasus, gilt aber überall als sehr selten.

## Ökologie
Hyphoderma orphanellum wächst auf morschem, meist entrindeten und abgefallenem Totholz von Laubbäumen. Aufgrund der Seltenheit der Art lassen sich keine Präferenzen für Substrate angeben, gefunden wurde sie unter anderem auf Erlen (Alnus spp.) und Weiden (Salix spp.).